# Kūghān
Kūghān (persiska: كوغان) är en ort i Iran.   Den ligger i provinsen Hormozgan, i den södra delen av landet, 1 000 km söder om huvudstaden Teheran. Kūghān ligger 43 meter över havet och antalet invånare är 224.
Terrängen runt Kūghān är varierad. Runt Kūghān är det glesbefolkat, med 11 invånare per kvadratkilometer. Närmaste större samhälle är Bandar-e Chārak, 10,2 km söder om Kūghān. Trakten runt Kūghān är ofruktbar med lite eller ingen växtlighet.